# PalaBonprix
Il PalaPajetta (dal nome della via in cui è situato), conosciuto anche come PalaBonprix per motivi di sponsorizzazione, è un palazzetto dello sport di Biella.
Fino alla sua costruzione, le squadre biellesi (la Libertas fino al 1970, il Biella Basket Club successivamente) giocavano i propri incontri casalinghi presso la palestra Rivetti. Complici la ridotta capienza del precedente impianto e la possibilità di utilizzare fondi destinati ai mondiali calcistici di Italia '90, nel 1991 partirono i lavori di costruzione del nuovo palasport.
La prima partita di basket fu disputata qui il 16 ottobre 1993 tra il Biella Basket Club targato Uclit e la Cover Saluzzo, incontro valido per il campionato di Serie D. La stagione seguente fu la prima della neonata Pallacanestro Biella, che giocò al PalaPajetta già dal primo anno in cui la società fu costituita. Inizialmente il fondo era in sintetico, altre migliorie tra cui il parquet in legno arrivarono negli anni a seguire, quando fu ricavato anche il settore curva dietro a un canestro (fino a quel momento vi erano soltanto tribune laterali). Complice l'approdo del basket biellese nella massima serie, la capienza ufficiale era stata innalzata a 2.778 posti, salvo poi tornare a 2.000 nell'anno 2009.
Il 25 gennaio 2009 la squadra rossoblu ha dato l'addio all'impianto giocando un'ultima partita in Serie A contro la Virtus Bologna, prima di traslocare al nuovo Biella Forum. Il palazzetto è comunque rimasto a disposizione di tutte le società sportive biellesi, in particolare di ginnastica artistica e ritmica.
Nell'ottobre 2013 è stato ufficializzato un accordo triennale di sponsorizzazione, che ha portato la struttura a chiamarsi PalaBonprix. Tra il febbraio e il marzo del 2021, la struttura ha ospitato 4 edizioni del Biella Challenger di tennis, valevole per l'ATP Challenger Tour.